# Philodendron missionum
Philodendron missionum là một loài thực vật có hoa trong họ Ráy (Araceae). Loài này được (Hauman) Hauman miêu tả khoa học đầu tiên năm 1928.